# پیلانکو
پیلانکو (به اسپانیایی: Pilanco) یک کوه در پرو است که در Peru, Ancash Region واقع شده‌است. پیلانکو ۵٬۲۸۶ متر بالاتر از سطح دریا واقع شده‌است.